# Scuola italiana Eugenio Montale
La scuola italiana Eugenio Montale è un istituto scolastico parificato di San Paolo, Brasile, che offre corsi dall'asilo nido alle superiori (liceo scientifico). È stata fondata nel 1982 e gode, unico istituto nello stato di San Paolo, dello status di scuola paritaria riconosciuto dal governo italiano. Recentemente, sono stati ridotti i docenti, da parte della Ministero degli affari esteri e della cooperazione internazionale.